# Église Saint-Joachim de Châteauguay
L'église Saint-Joachim est une église paroissiale située sur le boulevard d'Youville à Châteauguay au Québec (Canada). De style néo-baroque vernaculaire, elle a été construite entre 1774 à 1797 et la façade a été refaite en 1839. Le décor sculpté a été fait par Philippe Liébert (1733-1804) et Amable Gauthier. Elle a été classée immeuble patrimonial en 1957 et a été désignée lieu historique national du Canada en 1999.

## Histoire
Une première église construite en 1735 remplace la chapelle de 1685. Elle est partiellement détruite par l'armée anglaise pendant la guerre de Sept Ans en 1760.
La construction de l'église actuelle débute en 1774. Lors de son ouverture en 1779, un seul clocher est édifié. En 1812, une sacristie est ajoutée à l'arrière de l'abside.
L'unique clocher est remplacé en 1840 par deux clochers adjacents à la nouvelle façade à pignons. L'église est recouverte d'une toiture en tôle et des girouettes surplombent les clochers.
En 1867, un charnier (aujourd'hui disparu) est construit. Une statue de saint Joachim couronne le pignon de la façade.
Après les rénovations de 1894, François-Édouard Meloche et Toussaint-Xénophon Renaud interviennent également en 1914. Outre le décor sculpté, on retrouve à l'intérieur des tableaux de Joseph Légaré et de Joseph Dynes.
Conformément à une tradition au Bas-Canada, 13 personnes sont inhumées sous les plancher entre 1780 et 1892.

## Galerie

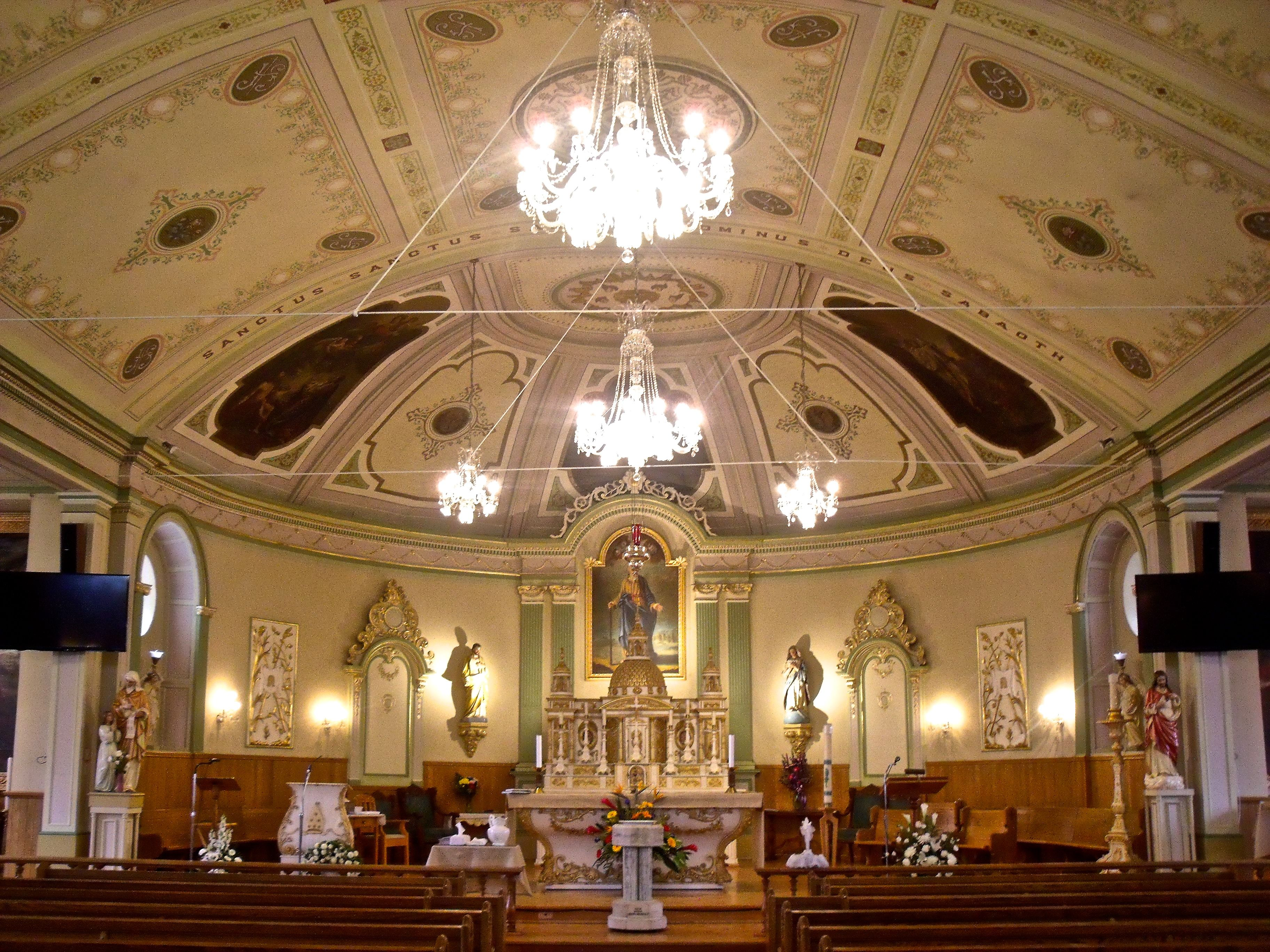
Église St-Joachim
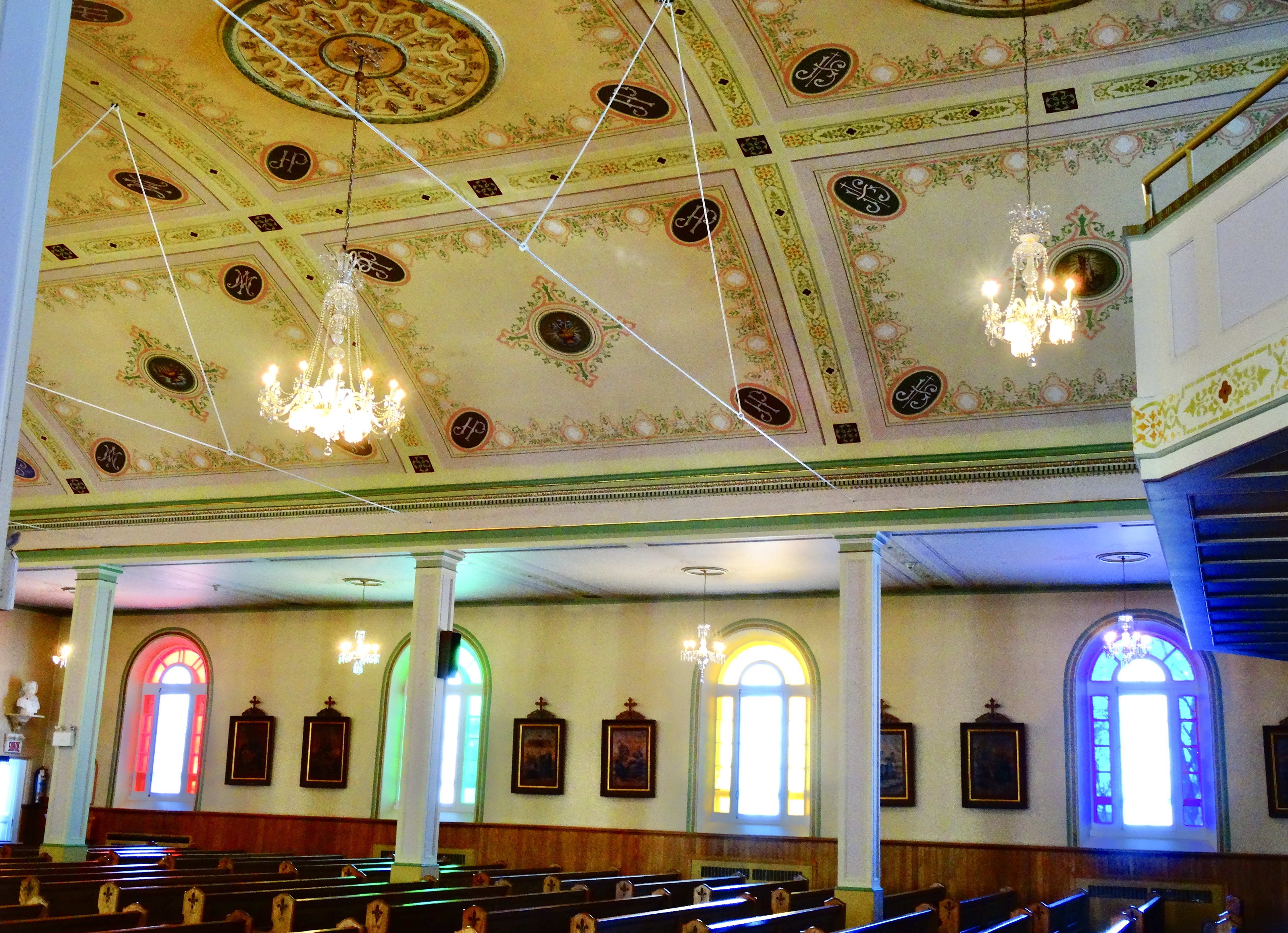
Église St-Joachim
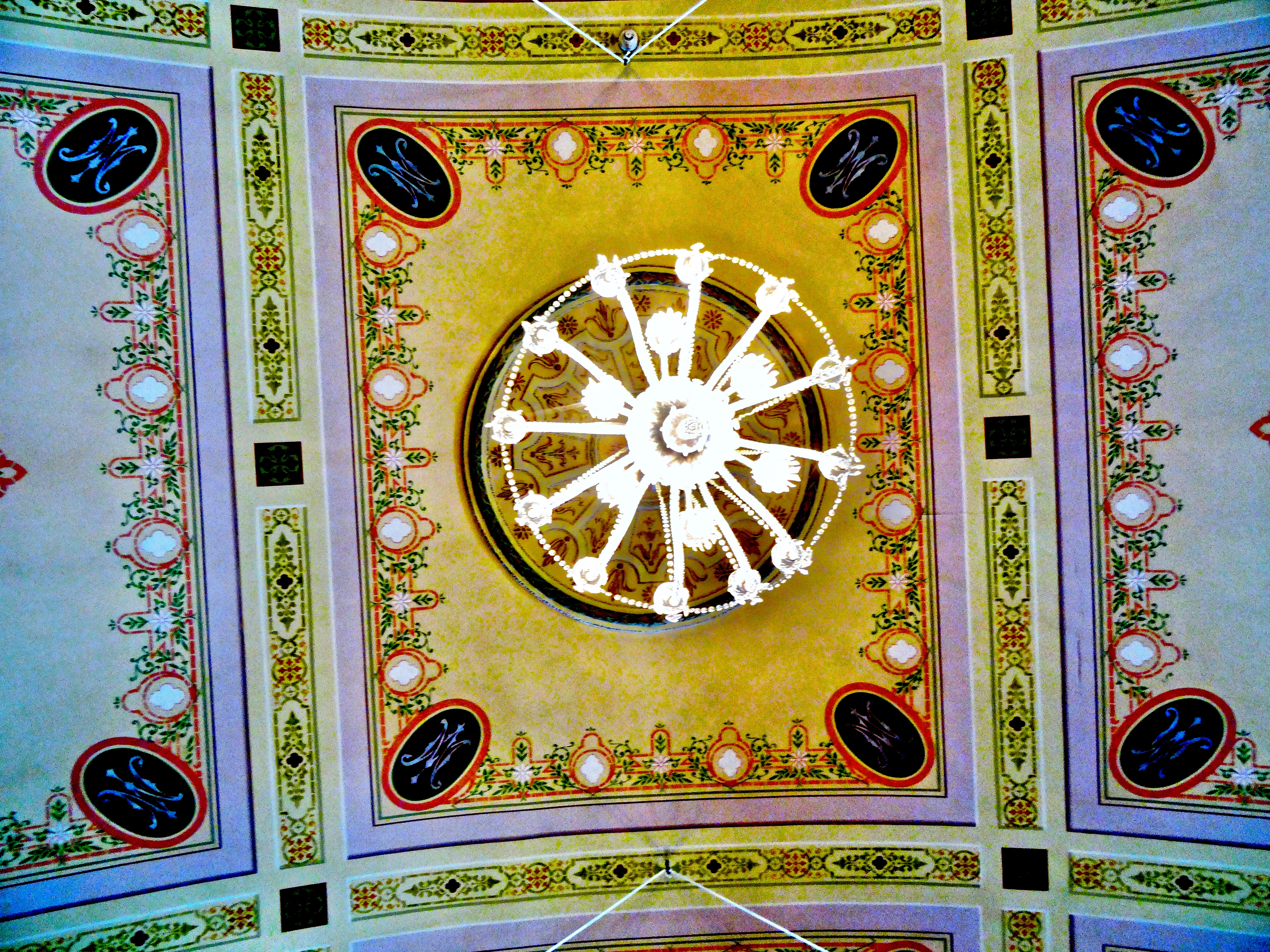
Église St-Joachim